# Rymosia imitator
Rymosia imitator är en tvåvingeart som beskrevs av Oskar Augustus Johannsen 1912. Rymosia imitator ingår i släktet Rymosia och familjen svampmyggor. Inga underarter finns listade i Catalogue of Life.